# Michael Hutchinson
Cet article concerne le cycliste. Pour le joueur de hockey sur glace, voir Michael Hutchinson (hockey sur glace).
Michael Hutchinson, né le 20 novembre 1973 à Belfast, est un coureur cycliste britannique.

## Biographie
Spécialiste du contre-la-montre, il est multiple champion de Grande-Bretagne de la spécialité.

## Palmarès sur route

### Par années
- 2001
  - 2e du championnat de Grande-Bretagne du contre-la-montre
- 2002
  -  Champion de Grande-Bretagne du contre-la-montre
- 2003
  - 3ea étape du Tour of the North (contre-la-montre)
- 2004
  -  Champion de Grande-Bretagne du contre-la-montre
  - 3ea étape du Tour of the North (contre-la-montre)
- 2005
  - 2e du championnat de Grande-Bretagne du contre-la-montre
- 2006
  - 2e du championnat de Grande-Bretagne du contre-la-montre
- 2007
  - 3e du championnat de Grande-Bretagne du contre-la-montre
- 2008
  -  Champion de Grande-Bretagne du contre-la-montre
- 2009
  - 2e du championnat de Grande-Bretagne du contre-la-montre
- 2011
  - 3e du championnat d'Irlande du contre-la-montre
- 2012
  -  Champion d'Irlande du contre-la-montre
- 2013
  -  Champion d'Irlande du contre-la-montre
- 2014
  -  Champion d'Irlande du contre-la-montre

### Classements mondiaux
| Année           | 2006  | 2007  | 2008 | 2009 | 2010 | 2011  | 2012 | 2013 | 2014 |
| --------------- | ----- | ----- | ---- | ---- | ---- | ----- | ---- | ---- | ---- |
| UCI Europe Tour | 1162e | 1351e |      |      |      | 1215e | 848e | 841e | 786e |

## Palmarès sur piste

### Championnats de Grande-Bretagne
- 2002
  -  Champion de Grande-Bretagne de poursuite
- 2005
  - 3e de la poursuite
- 2008
  - 3e de la poursuite